# Torsten Pettersson
Torsten Pettersson, född 9 juli 1955 i Åbo, är en finlandssvensk författare, poet och professor.
Pettersson är bosatt i Uppsala, där han är professor i litteraturvetenskap vid Uppsala universitet. År 1982 disputerade han vid Åbo Akademi på en avhandling om Joseph Conrad.
Han var 1988 professor i litteratur vid Uleåborgs universitet och 1989–1993 biträdande professor respektive professor i allmän litteratur och estetik vid Helsingfors universitet. 1994 tillträdde han en professur i Uppsala.
Sedan 2006 är han utländsk ledamot av Finska Vetenskaps-Societeten.

## Priser och utmärkelser
- 2000 – Schückska priset